# 2019冠狀病毒病疫情相關條目索引
本页面索引与2019冠狀病毒病疫情相關的条目。

## 标准命名
2020年1月初，由於肺炎病例原因不明，並正進行病原鑑定及病因溯源等初步調查，因而武汉市卫生健康委员会稱之為「不明原因肺炎」。
在中国大陆，1月13日，中華人民共和國國家衛生健康委員會將此種病毒引發的病症稱為新型冠状病毒感染的肺炎。2月7日，中国国家卫生健康委员会发出的通知以及次日下午中國国务院联防联控机制召开发布会上，宣布新型冠状病毒感染的肺炎暂命名为新型冠状病毒肺炎（Novel Coronavirus Pneumonia），简称新冠肺炎（NCP）。2月21日，中国国家卫生健康委发出通知，将英文名称修订为“COVID-19”，与世界卫生组织保持一致，中文名称保持不变。2022年12月26日国家卫生健康委发布公告，将新型冠状病毒肺炎更名为新型冠状病毒感染。自2023年1月8日起，解除对新型冠状病毒感染采取的《中华人民共和国传染病防治法》规定的甲类传染病预防、控制措施；新型冠状病毒感染不再纳入《中华人民共和国国境卫生检疫法》规定的检疫传染病管理。
在其它地区，1月8日，香港特區政府衛生署將其命名為嚴重新型傳染性病原體呼吸系統病（Severe Respiratory Disease associated with a Novel Infectious Agent）
。卫生署在新闻公报中则称为新型冠狀病毒感染，后改称2019冠狀病毒病。澳門特區政府将其命名为新型冠狀病毒感染。
1月15日，中華民國衛生福利部疾病管制署將其稱為嚴重特殊傳染性肺炎（Severe Pneumonia with Novel Pathogens），并定义俗稱为「武漢肺炎」，並無定義官方簡稱，學者或媒體也使用「新冠肺炎」一詞代表該疾病。2月11日，中華民國衛生福利部中央流行疫情指揮中心監測應變官、疾病管制署副署長莊人祥表示，「2019-nCoV」是疫情暴发之初，WHO給病毒的暫時稱呼。現在病毒國際命名委員會將「病毒」正式命名為「SARS-CoV-2」才是病毒的現在正式的名字，该病毒导致的「疾病」的國際正式名稱則為「COVID-19」。
1月28日，日本内閣官房及厚生勞動省將其命名為新型冠状病毒感染症（新型コロナウイルス感染症），為法律上正式名稱。
在世界衛生組織，1月13日組織建議將病毒暫稱為「2019新型冠狀病毒」（2019-nCoV）。1月30日将病毒所引发的疾病暫時命名为2019-nCoV急性呼吸疾病（2019-nCoV acute respiratory disease）。而在2月11日则正式命名为2019冠状病毒病（簡稱COVID-19）。

## 相关人物
（注：本章中，X代表确诊感染2019冠状病毒病；删除线代表在本事件期间该公职人员被免职/撤职/停职。）

### 国际组织

#### 世界卫生组织
- 谭德塞（世界卫生组织总干事）
- 布鲁斯·艾尔沃德（世界卫生组织助理总干事兼专家组组长）
- 迈克尔·J·瑞安（世界卫生组织健康紧急项目执行主任）
- Maria Van Kerkhove（专家组技术领导）

#### 国际红十字组织
- 彼得·毛雷尔（红十字国际委员会主席）
- 吉勒·卡尔博尼耶（英语：Gilles Carbonnier）（红十字国际委员会副主席）
- 罗伯特·马尔迪尼（Robert Mardini）（红十字国际委员会总干事）
- 恰帕蓋恩（Jagan Chapagain）（紅十字會與紅新月會國際聯合會秘書長）
- 弗朗西斯科·罗卡（Francesco Rocca）（紅十字會與紅新月會國際聯合會會長兼義大利紅十字會（意大利语：Croce Rossa Italiana）會長）

#### 無國界醫生
- 克里斯托醫生（Christos Christou）（無國界醫生國際主席）
- 布萊斯·德勒文（Brice de le Vingne）（無國界醫生布魯塞爾新冠疫情應對小組負責人）

### 中国

#### 醫生/学者
- 钟南山
- 李兰娟
- 高福
- 曾光
- 张文宏
- 王延轶
- 石正丽
- 王廣發X
- 张定宇
- 童朝晖
- 张继先（政府官方认为最早的案例上报人）
- 陈薇
- 王辰
- 陈焕春
- 曹彬
- 詹庆元
- 艾芬（被认为是疫情“发哨人”）
- 刘文（被认为是疫情“吹哨人”之一）
- 谢琳卡（被认为是疫情“吹哨人”之一）
- 王行环（中南医院、雷神山医院院长）
- 红凌
- 段正澄
- 梁武东
- 李文亮（被认为是疫情“吹哨人”之一）
- 徐辉
- 袁洋洋
- 毛样洪
- 肖俊
- 林正斌
- 許德甫
- 柳帆
- 刘智明
- 彭银华
- 黃文軍
- 夏思思
- 江学庆
- 梅仲明
- 朱和平

#### 公职人员
中央政府
- 李克强（中共中央政治局常委、国务院总理、中央应对新型冠状病毒感染肺炎疫情工作领导小组组长）
- 孙春兰（中共中央政治局委员、国务院副总理、中央工作领导小组指导组组长）
- 马晓伟

湖北地方政府
- 陈一新（中央應對新型冠狀病毒感染肺炎疫情工作領導小組指導組副組長）
- 蒋超良 → 应勇（中国共产党湖北省委员会書記）
- 王晓东（中国共产党湖北省委员会副書記）
- 马国强 → 王忠林
- 周先旺（武汉市人民政府市長）
- 刘英姿/张晋 → 王贺胜（湖北省衛生健康委員會黨組書記）
- 唐志红（湖北省黃岡市衛生健康委員會主任）
- 王时文 → 万福尧（湖北省鄂州市衛生健康委員會主任）
- 王献良
- 杨晓波

其他地方政府
- 张辉
- 尹弘
- 李鸿忠
- 张国清

### 香港
- 林鄭月娥（時任行政長官）
- 张建宗（時任政務司司長）
- 陳肇始（時任食物及衛生局局長）
- 張竹君（時任衞生防護中心傳染病處主任醫生）
- 袁國勇
- 梁卓偉
- 何栢良
- 許樹昌
- 管軼（學者）
- 李國麟

### 澳門
- 贺一诚（時任澳門特別行政區行政長官）
- 歐陽瑜（時任澳門社會文化司司長）
- 羅奕龍（時任澳門衛生局局長）

### 中華民國
- 國家衛生指揮中心中央流行疫情指揮中心，時任衛生福利部疾病管制署署長周志浩擔任指揮官一職，現已改制為一級開設行政院衛生福利部中央流行疫情指揮中心。
- 陳時中（時任衛生福利部部長、二級、一級疫情中心指揮官）
- 蔡英文（時任中華民國總統）
- 蘇貞昌（時任行政院院長）
- 唐鳳（時任行政院政務委員）

### 新加坡
- 颜金勇（時任新加坡卫生部部長）
- 陈振声（時任新加坡贸易和工业部部長，因發表口罩和搶購的相關言論而引發爭議）

### 马来西亚
- 诺希山（卫生总监）
- 祖基菲里阿末 → 阿汉峇峇（卫生部长）
- 李文材 → 诺阿兹米/艾伦达干（卫生副部长）
- 旺阿兹莎（国家灾难管理机构）

### 泰國
- 阿努廷·參威拉軍

### 柬埔寨
- 洪森（柬埔寨首相）

### 日本
- 加藤勝信（時任厚生勞動大臣）
- 橋本岳（時任厚生勞動副大臣）
- 西村康稔（新型冠狀對策擔當大臣（日語：新型コロナ対策担当大臣）
- 自見英子（時任厚生勞動大臣政務官，鑽石公主號的担当政務官）
- 岩田健太郎（被認為是鑽石公主號疫情的「吹哨人」）
- 鈴木直道（時任北海道知事，曾發出北海道緊急事態宣言）
- 小池百合子（時任東京都知事）
- 田嶋幸三X（日本足协會長，日本奥委会副會長）
- 中里壮也X（財團法人全日本柔道連盟専務理事）

### 
- 丁世均（大韓民國國務總理）
- 李万熙（新天地耶稣教证据帐幕圣殿教会創始人，其教會發生了超級傳播事件）
- 全光焄（韓國基督教總聯合會代表會長，在疫情期間組織遊行並發表爭議言論）
- 李且壽

- 金与正（朝鮮勞動黨中央政治局候補委員）

### 伊朗
- 赛义德·纳马基（政治家、藥劑師）
- 伊拉吉·哈里奇X（卫生部副部长）
- 艾哈迈德·阿米拉巴迪
- 玛苏梅·埃卜特卡尔X（副總統，負責婦女與家庭事務）
- 马哈茂德·萨德吉X（伊斯蘭議會議員）
- 穆杰塔巴·宗努尔X（伊斯蘭議會議員）
- 穆斯塔法·普尔-穆罕默迪X
- 穆罕默德·萨德尔X（确定国家利益委员会成员）
- 伊斯梅尔·纳杰尔X
- 艾沙格·贾汉基里X（第一副總統）
- 雷扎·拉哈马尼X（工业部部长）
- 阿里·阿斯加尔·穆尼桑X（文化遺產、手工藝品及旅遊組織部長）
- 侯赛因·谢赫伊斯兰
- 哈迪·霍斯罗沙希
- 赛义德·穆罕默德·米尔-穆罕默迪（确定国家利益委员会成员）
- 法蒂玛·拉赫巴尔（伊斯蘭議會議員）
- 穆罕默德礼萨·拉赫查姆尼（伊斯蘭議會前議員）

### 美国
- 唐納·川普X（總統）
- 梅拉尼娅·特朗普X
- 迈克·彭斯（副總統，負責全國應對應疫情的工作）
- 安东尼·弗契（美國國家過敏和傳染病研究所主任，白宫冠状病毒特别工作组（英语：White House Coronavirus Task Force）成員）
- 亚历克斯·阿扎（美國衛生及公共服務部長）
- 安德魯·柯莫 (紐約州州長) 及其胞弟克里斯·柯莫X (CNN主播)
- 汤姆·汉克斯X（演員）
- 麦当娜X（歌星）
- Robert R. Redfield（英语：Robert R. Redfield）
- 弗朗西斯·苏亚雷斯（英语：Francis X. Suarez）X
- 於梨華（疑似病例）

### 英国
- 查爾斯親王（英國王儲）X
- 鮑里斯·強森（英國首相）X

### 義大利
- 朱塞佩·孔特（意大利部长会议主席）
- 安傑洛·博雷利（意大利语：Angelo Borrelli）
- 罗伯托·斯佩蘭薩（意大利语：Roberto Speranza）
- 尼古拉·津加雷蒂X（拉齐奥大区主席）
- 阿尔贝托·奇里奥X（皮埃蒙特大区主席）
- 萨尔瓦多莱·法利纳X（陸軍參謀長）
- 帕特里齐亚·巴尔别里（意大利语：Patrizia Barbieri）X
- 伊塔洛·德赞
- 罗伯托·斯特拉
- 乔凡尼·巴蒂斯塔·拉比诺

### 法國
- 阿涅丝·比赞（法语：Agnès Buzyn）
- 奥利弗·韦朗（法语：Olivier Véran）
- 让-吕克·赖策X（國民議會議員）
- 马克·梅扎尔（法语：Marc Mézard）X
- 弗蘭克·里斯特X（文化部部長）
- 奥古斯丁·德·罗马内（法语：Augustin de Romanet）X
- 西尔维·托尔蒙（法语：Sylvie Tolmont）X
- 米谢勒·维克托里（法语：Michèle Victory）X
- 伊丽莎白·图蒂-皮卡尔（法语：Élisabeth Toutut-Picard）X
- 纪尧姆·维耶泰（法语：Guillaume Vuilletet）X
- 克里斯蒂安·埃斯托斯（英语：Christian Estrosi）X（尼斯市长）

### 德国
- 霍斯特·泽霍费尔（德國聯邦衛生與社會安全部部長）
- 延斯·施潘（英语：Jens Spahn）

### 
- 布雷特·迪恩X
- 麗塔·威爾森X

### 巴西
- 雅伊爾·博索納羅（總統，曾被誤報為確診）

### 其他
- 余祝生（华南海鲜批发市场的幕后人物）
- 帕蒂·哈吉（英语：Patty Hajdu）
- 兹维里·麦凯赫兹（英语：Zweli Mkhize）
- 尼尔·弗格森
- Stella Kyriakidou（希腊语：Στέλλα Κυριακίδου）

### 其他知名染病者
- 托马斯·卡伦博格X
- 彼德·美臣X
- 朱寶玉X
- 哈维尔·奥尔特加·史密斯（英语：Javier Ortega Smith）X
- 埃万耶洛斯·马里纳基斯（英语：Evangelos Marinakis）X
- 雅罗斯瓦夫·米卡X
- 娜汀·多里斯X
- 苏菲·杜魯多X
- 卡爾·馮·哈布斯堡X
- 武磊X

## 相关动物及虛構角色
- 寶貝 (松鼠狗)
- 冠狀病毒醬

## 相关机构

### 國際機構
- 世界衛生組織
- 流行病预防创新联盟（英语：Coalition for Epidemic Preparedness Innovations）

### 中国

#### 中央疫情应对部門
- 中国共产党中央政治局常务委员会
  - 中央应对新型冠状病毒感染肺炎疫情工作领导小组
- 中华人民共和国国务院
  - 国务院应对新型冠状病毒肺炎疫情联防联控机制
  - 中华人民共和国国家卫生健康委员会

#### 地方疫情应对部門
- 新型冠状病毒感染的肺炎疫情防控指挥部
- 各地卫生健康委员会
  - 湖北省卫生健康委员会
  - 武汉市卫生健康委员会

#### 方艙醫院[24]
- 洪山體育館
- 武漢客廳
- 武漢國際會展中心
- 塔子湖全民健身中心

#### 集中收治医院

##### 临时专科医院
- 火神山医院
- 雷神山医院
- 江汉大学临时医疗点
- 武汉商学院临时医疗点
- 武汉软件工程职业学院临时医疗点
- 武汉城市职业学院临时医疗点
- 上海市公共卫生临床中心应急救治临时医疗点

##### 定点收治医院

###### 湖北省
武漢市
- 武汉市金银潭医院
- 武汉市肺科医院
- 武汉市汉口医院
- 武汉市武昌医院
- 武汉市第五医院
- 武汉市第七医院
- 武汉市第九医院
- 武汉市红十字会医院
- 武汉市第四医院（西院区）
- 武钢二医院
- 武汉市中心医院（后湖院区）
- 武汉市第三医院（光谷院区）
- 武汉同济医院（中法新城院区）
- 武汉协和医院（西院区）
- 武汉大学人民医院（东院区）
- 湖北省中西医结合医院
- 武汉科技大学天佑医院
- 武汉市第六医院
- 武汉市中医医院（汉阳院区）
- 湖北六七二中西医结合骨科医院
- 黄陂区中医医院
- 江夏区中医医院
- 新洲区中医医院
- 武汉紫荆医院
- 汉南区中医医院
- 蔡甸区妇幼保健院
- 中国人民解放军中部战区总医院
- 武汉儿童医院（儿科）
- 武汉同济医院（光谷院区）

其他城市
- 鄂州市雷山医院[26]
- 荆州市集中医学隔离观察点
- 孝感市第一人民医院隔离病区
- 荆门市掇刀区人民医院发热门诊扩建工程
- 襄阳市中心医院东津院区
- 黄石市中医医院团城山院区
- 黄石有色医院
- 黄冈市中心医院
  - 大别山区域医疗中心
- 十堰市第二救治医院
- 黄冈市妇幼保健院新院区
- 黄冈市传染病医院

###### 其他省市區
- 北京市：小汤山非典医院复建工程
- 天津市：天津市海河医院、天津医科大学总医院空港医院、天津市津南医院、天津海滨人民医院
- 上海市：上海市公共卫生临床中心
- 福建省：莆田学院附属医院扩建部分
- 河南省：郑州市第十五人民医院扩建部分、郑州市第一人民医院港区医院扩建部分
- 江蘇省：南京市公共卫生医疗中心
- 遼寧省：沈阳市第六人民医院
- 浙江省：温州医科大学附属第二医院瓯江口院区
- 湖南省：长沙市公共救治中心
- 黑龍江省：黑龙江中医药大学附属第二医院哈南院区
- 陕西省：西安市公共卫生中心
- 广西壮族自治区：广西壮族自治区人民医院邕武医院
- 貴州省：贵阳市公共卫生救治中心大水沟院区
- 廣東省：深圳市第三人民医院二期工程、廣州市第八人民醫院
- 吉林省：长春市传染病医院、吉林大学第一医院（收治全省危重症）、吉林省结核病医院（加挂吉林省传染病医院牌子）改建部分、建设中的“长春市残疾人康复中心”作为集中救治新冠肺炎患者的备用医院挂牌“长春市新冠肺炎治疗中心”，一期投入300张床位。

#### 科研机构
- 中国疾病预防控制中心
- 中国科学院武汉病毒研究所
- 中国科学院上海药物研究所
- 国家中医药管理局

#### 慈善机构
- 中国红十字会（湖北省红十字会、武汉市红十字会）
- 中华慈善总会（湖北省慈善总会）
- 韩红爱心慈善基金会

### 香港
- 衛生署衞生防護中心
- 瑪嘉烈醫院

### 澳門
- 澳门特别行政区政府卫生局
- 新型冠狀病毒感染應變協調中心
- 仁伯爵综合医院

### 中華民國
- 衛生福利部疾病管制署
- 國家衛生指揮中心
- 中央流行疫情指揮中心

### 日本
- 厚生勞動省
- 国立感染症研究所
- 地方衛生研究所
- 日本感染症学会
- 日本環境感染學會
- 日本疫学会
- 日本公眾衛生學會
- 日本病毒學會
- 日本臨床微生物学会
- 日本臨床衛生檢查技師會
- 新型冠狀病毒感染症對策本部
- 新型冠狀病毒感染症對策專門家會議
- 歸國者、接觸者相談中心
- 国際感染症中心
- WHO健康開發綜合研究中心
- 濟生會有田醫院

### 
- 疾病管理本部中央防疫對策本部
- 保健福祉部中央事故處理本部

- 中央應急防疫指揮部
- 保健省（朝鲜语：조선민주주의인민공화국 보건성）
- 平壤医学大学

### 泰國
- 泰国公共卫生部
  - 疾病控制局

### 马来西亚
- 衛生部
- 危机准备及应对中心（英语：Crisis Preparedness and Response Centre）
- 双溪毛糯医院

### 新加坡
- 衛生部
- 国家传染病中心

### 印度
- 国家疾病控制中心（英语：National Centre for Disease Control）
- 国家病毒学会（英语：National Institute of Virology）

### 斯里蘭卡
- 健康、营养与土著医学部（英语：Ministry of Health, Nutrition and Indigenous Medicine）

### 以色列
- 示巴医疗中心（希伯来语：המרכז הרפואי ע"ש חיים שיבא – תל השומר）

### 欧盟
- 欧洲疾病预防管理中心（英语：European Centre for Disease Prevention and Control）

### 德国
- 罗伯特·科赫研究所

### 義大利
- 国家卫生院
- 卫生部（英语：Ministry of Health (Italy)）
- 民防部（英语：Protezione Civile）

### 荷蘭
- 荷兰国家公共卫生及环境研究院
- 学术医学中心
- 伊拉斯姆斯大学医学中心（荷兰语：Erasmus MC）

### 波蘭
- 卫生部（波兰语：Ministerstwo Zdrowia (Polska)）
- 国家公共健康-卫生研究所（波兰语：Narodowy Instytut Zdrowia Publicznego – Państwowy Zakład Higieny）

### 英国
- 国民保健署

### 美国
- 白宫冠状病毒工作组
- 美国卫生及公共服务部
- 美国疾病控制与预防中心
- 国家免疫和呼吸系统疾病中心（英语：National Center for Immunization and Respiratory Diseases）

### 加拿大
- 加拿大公共卫生局
- 国家微生物学实验室（英语：National Microbiology Laboratory）